# Људска генетика
Људска генетика или антропогенетика је део људске биологије, који се бави проучавањем наслеђивања и променљивости (варијабилности) особина човека.

## Методе изучавања у људској генетици
У зависности од циља испитивања у користе се следеће методе:
- метода родослова (генеаолошка)
- метода близанаца (гемeлолошка) – којом се може утврдити у коликом степену гени, а у коликом фактори средине утичу на испољавање одређене особине или обољења; прати се колика је подударност у испољавању одређеног својства код монозиготних и дизиготних близанаца; ако је подударност већа код монозиготних, онда гени више утичу на особину од фактора средине
- цитогенетичка метода се заснива на изради препарата хромозома и њиховој анализи под микроскопом; овим начином могуће је утврдити постојање неке хромозомопатије
- мoлекулаpно-генетичка метода испитујe наследне пojaве и пpоцeсе нa нивoу мoлекула
- популационо-статистичка метода којом се испитују наследне особине у великим гупама људи (популацијама)